# باشگاه فوتبال ویرتوس ورونا
باشگاه فوتبال ویرتوس ورونا (انگلیسی: Virtus Verona) یک باشگاه فوتبال مستقر در ورونا، ایتالیا است که در حال حاضر در سری سی ایتالیا، سومین سطح لیگ فوتبال در این کشور به فعالیت می‌پردازد.
آن‌ها بازی‌های خانگی خود را در ورزشگاه گاوینی نوچینی، مستقر در ورونا انجام می‌دهند که به اندازه ۱۲۰۰ صندلی گنجایش پذیرش تماشاگر دارد.

## تاریخچه
از سال ۲۰۱۸، تیم قرمز و آبی می‌تواند بازی‌های خانگی خود را در استادیوم خود برگزار کند، زیرا گاوینی نوچینی در این میان به ظرفیت ۱۵۰۰ نفر افزایش یافته است که برای لیگ حرفه‌ای کافی است. اولین بازی خانگی در دومین روز مسابقات در تاریخ ۲۳ سپتامبر ۲۰۱۸ مقابل باشگاه فوتبال مونتسا برگزار شد. در طول دور رفت، اولین پیروزی تاریخی در سری سی در برابر تماشاگران خود با نتیجه ۳–۲ مقابل باشگاه فوتبال سودتیرول به دست آمد. در کوپا ایتالیا، ویرتوس در دور اول توسط باشگاه فوتبال فرالپیسالو حذف شد. در پایان یک فصل رقابتی، با وجود بازگشت در جدول پس از اینکه چندین روز در آخرین جایگاه قرار داشت، ویرتوس فرصت‌های زیادی برای کسب بقا در طول فصل از دست داد و در نهایت در جایگاه نوزدهم (دومین تیم از آخر) قرار گرفت. این موقعیت لوییجی فرسکو را مجبور به برگزاری پلی‌آف کرد. بازی رفت مقابل باشگاه فوتبال ریمینی ۱۹۱۲ با نتیجه ۱–۰ به نفع تیم قرمز و آبی به پایان رسید. در بازی برگشت، شکست ۲–۰ باعث سقوط ویرتوس به سری دی شد. در تاریخ ۱۲ ژوئیه، این تیم به‌طور رسمی دوباره به سری سی پذیرفته شد.
در فصل ۲۰۱۹–۲۰۲۰، این تیم در گروه بی سری سی قرار گرفت و با بازیکنان باتجربه‌ای مانند ریکاردو کازولا، آرتورو لوپولی، فابیانو سانتاکروسه و سیمون بنتیوولیو که در طول مسابقات به تیم اضافه شدند، تکمیل شد. در خط دفاع، جوانانی مانند مارکو کورتو و فیلیپو پلاچانی به تیم اضافه شدند و در خط حمله، گل‌های رافائل اودوگو، مهاجم مرکزی که در آکادمی ویرتوس پرورش یافته بود، به ویژه مورد توجه قرار گرفت. این تیم با کسب مقام دوازدهم قبل از تعلیق مسابقات به دلیل دنیاگیری کووید-۱۹ به امیتاز لازم براب بقا دست یافت.
در فصل ۲۰۲۰–۲۰۲۱، تیم تحت سرمربی‌گری «جیجی فرسکو» برای سومین سال متوالی در لیگ سری سی شرکت کرد. از خریدهای جدید می‌توان به ورود رشید عرمه، بازیکن با سطح بالا برای این دسته اشاره کرد. در طول مسابقات، چند پیروزی در زمین‌های معتبر، از جمله در باشگاه فوتبال مودنا و باشگاه فوتبال چزنا، تیم را به میانه جدول رساند. فصل با مقام یازدهم به پایان رسید که با گل دانت در دقیقه پایانی بازی خانگی با مودنا، که با نتیجه ۳–۳ به پایان رسید، به دست آمد و این گل برای اولین صعود تاریخی به پلی‌آف تعیین‌کننده بود. در ادامه فصل، پس از پیروزی در دور اول در خانه باشگاه فوتبال تریستیانا با نتیجه ۱–۰ به لطف گلزنی بازیکن جوان حریف، لورنتزو لوناردی، ویرتوس در دور دوم حذف شد، هرچند که در بازی خارج از خانه با باشگاه فوتبال فرالپیسالو به تساوی ۱–۱ رسید، اما به دلیل بدترین موقعیت در جدول حذف شد. در طول مسابقات، دروازه‌بان سیبی شیک به عنوان اولین بازیکن قرمز و آبی در سطح بین‌المللی در تاریخ ۲۹ مارس ۲۰۲۱ با پیراهن تیم ملی گامبیا در بازی مقدماتی جام ملت‌های آفریقا که با نتیجه ۱–۰ به جمهوری دموکراتیک کنگو باخت، به میدان رفت و بعداً برای جام ملت‌های آفریقا ۲۰۲۱ دعوت شد.
در فصل ۲۰۲۱–۲۰۲۲، این تیم در گروه A سری سوم قرار گرفت و عملاً به دومین تیم از نظر اهمیت در منطقه ورونا تبدیل شد، زیرا باشگاه فوتبال کیه‌وو ورونا از لیگ سری بی حذف شد. تیم بخشی از ترکیب خود را با اضافه کردن یک سری جوان از برخی از لیگ‌های آماتوری، تجدید کرد. در میان آن‌ها دو مدافع به بازیکنان شاخص بدل شدند: کارلو فاید، که از لیگ اچلنتسا ونتو آمده و استفانو چلا، که به صورت قرضی از باشگاه فوتبال کرمونزه به تیم پیوسته است. در ابتدای فصل بدون موفقیت، ورود آندریا نالینی و امیل هالفردسون، که قبلاً ملی‌پوش تیم ملی فوتبال ایسلند و بازیکن سزی آ با باشگاه فوتبال هلاس ورونا و باشگاه فدتبال اودینزه بوده، به تغییر روند کمک کرد، به طوری که از روز دهم با پیروزی ۳–۱ در سرگنو آغاز شد. تغییر نتایج در دور برگشت، جایی که عملکرد فیلیپو پلاچانی، مدافع مرکزی، که به عنوان گلزن‌های با کیفیت نیز شناخته می‌شود، به چشم می‌خورد، این تیم را در میانه جدول نگه داشت و بین منطقه خطر و احتمال صعود به پلی‌آف قرار داد. پیروزی ۲–۱ در تقابل با باشگاه فوتبال پادوا در هفته ۳۸، بقا این تیم را تضمین کرد، در حالی که دسترسی به مرحله نهایی مسابقات به نفع باشگاه فوتبال پرو پاتریا ۱۹۱۲ که با امتیاز برابر اما با نتایج مستقیم نامطلوب در برابر قرمز و آبی‌ها به پایان رسید، از دست رفت.
فصل ۲۰۲۲–۲۳ پنجمین تورنمنت متوالی در سری سی است و با رکورد جهانی طول عمر بر روی نیمکت فوتبال که توسط جیجی فرسکو ثبت شده، همزمان است. تیم، فیلیپو پلاچانی را که به پسکارا منتقل شده، از دست می‌دهد، اما یک سری جوانان باکیفیت و بازیکنان با تجربه مانند خوانیتو گومز، که آزاد شده است، به ترکیب اضافه می‌کند. شروع فصل از نظر نتایج مثبت نیست و با ۷ تساوی و ۶ باخت در ۱۳ بازی همراه است، اما پیروزی خارج از خانه در باشگاه فوتبال ترنتو در روز چهاردهم و ورود همزمان مایکل فابرو، مهاجم سابق باشگاه فوتبال کیه‌وو ورونا، تغییر روند تیم را رقم می‌زند. ویرتوس سرعت می‌گیرد و فصل را در جایگاه ششم به پایان می‌رساند (رکوردی برای تیم) و با کسب بهترین نتایج در مواجهه‌های مستقیم با ویکنزا، به مراحل مقدماتی پلی‌آف راه می‌یابد. پس از حذف باشگاه فوتبال نووارا و باشگاه فوتبال پادوا با نتایج ۳–۰ و ۰–۱، مسیر تیم در مرحله اول ملی متوقف می‌شود، جایی که در دو دیدار رفت و برگشت پسکارا پیروز می‌شود. (۲–۲ در ورونا، ۳–۱ در پسکارا)